# Anisocyrta longicauda
Anisocyrta longicauda är en stekelart som beskrevs av Vladimir Ivanovich Tobias 1962. Anisocyrta longicauda ingår i släktet Anisocyrta och familjen bracksteklar. Inga underarter finns listade i Catalogue of Life.